# سيرجيو هيلينغز
سيرجيو هيلينغز (بالهولندية: Sergio Hellings)‏ (11 أكتوبر 1984 بأمستردام في هولندا - ) هو لاعب كرة قدم هولندي في مركز الوسط. شارك مع منتخب هولندا تحت 21 سنة لكرة القدم. أما مع النوادي، فقد لعب مع أغوف أبيلدورن وليستر سيتي ونادي رويال أندرلخت ونادي فيسترلو وهيراكليس ألميلو وK.S.V. Roeselare ‏.

## وصلات خارجية
- سيرجيو هيلينغز على موقع قاعدة بيانات كرة القدم.إي يو (الإنجليزية)
- سيرجيو هيلينغز على موقع Soccerbase.com (لاعب) (الإنجليزية)